# Bill Cummings
Bill Cummings, född den 11 november 1906 i Indianapolis, Indiana, USA, död den 8 februari 1939 på samma plats, var en amerikansk racerförare. Han vann Indianapolis 500 1934. Han blev därmed den första, och hittills enda föraren från Indianapolis att vinna stadens stora tävling.

## Racingkarriär
Cummings var en av 1930-talets mest framgångsrika racerförare i USA, med vinst i både Indianapolis 500 och det nationella mästerskapet samma år, vilket var år 1934. Cummings blev trea i mästerskapet säsongen 1930, samt tvåa 1935. Cummings omkom i en trafikolycka i hemstaden Indianapolis, då han körde in i ett vägräcke, och voltade 15 meter ner i vattendraget Lick Creek. Cummings togs upp ur vattnet av förbipasserade vid liv, men skadorna var så svåra att han avled två dagar senare, 32 år gammal.